# SNPedia

Logo SNPedii

SNPedia (wymawiana: „snipedia”) – oparta na mechanizmie wiki strona internetowa o bioinformatyce, będąca bazą danych na temat polimorfizmu pojedynczych nukleotydów (SNP). Każdy artykuł na temat SNP zawiera krótki opis, linki do artykułów naukowych i stron o genomice osobistej, oraz opis mikromacierzy danego SNP. SNPedia może pomóc w interpretacji wyników genotypu danej osoby otrzymanych np. z firm 23andMe, Navigenics, deCODEme czy Knome.
SNPedia to semantyczna wiki, stosująca oprogramowanie MediaWiki z rozszerzeniem Semantic MediaWiki.
SNPedia została stworzona i jest prowadzona przez genetyka Grega Lennona i programistę Mike’a Cariaso, zamieszkałych wówczas w Bethesda w stanie Maryland.
We wrześniu 2011 w bazie danych strony było prawie 25 000 SNiPów. Od sierpnia 2007 liczba SNiPów w SNPedii podwajała się co około 14 miesięcy.

## Promethease
Zespół pracujący przy SNPedii stworzył też bezpłatne oprogramowanie Promethease, przy użyciu którego użytkownicy mogą porównać wyniki uzyskane w bazie danych SNPedii, i wygenerować raport z informacjami o cechach danej osoby, np. skłonność do chorób, na podstawie obecności danego SNiPu w jej genomie.
W maju 2008 Michael Cariaso, używając programu Promethease, wygrał konkurs online sponsorowany przez 23andMe, polegający na określeniu jak największej ilości informacji o anonimowej kobiecie, bazując jedynie na jej genomie. Cariaso wygrał we wszystkich trzech kategoriach, którymi były: „dokładność, kreatywność i spryt”. W 2009 ową anonimową kobietą („Lilly Mendel”) okazała się być współzałożycielka 23andMe, Linda Avey, pozwalając porównać bezpośrednio jej cechy z cechami przewidzianymi na podstawie programu Promethease rok wcześniej.

## Odzew
W czerwcowym artykule o genomice osobistej z 2008 lekarz z Southern Illinois University School of Medicine powiedział:

Dostępność narzędzi online, takich jak SNPedia oznacza, że pacjenci często wiedzą więcej o własnym potencjalnym ryzyku niż ich lekarze [...]

The availability of online tools such as SNPedia means we are now in the position where the patient often knows more about their risk implications than their doctor [...]

W styczniu 2011 dziennikarz technologiczny Ronald Bailey opublikował w Internecie pełne wyniki swoich danych z Promethease. Swoją decyzję na łamach miesięcznika libertariańskiego Reason umotywował następująco:

Zbliżamy się wielkimi krokami do czasów, kiedy informacja genetyczna przestanie być domeną medycyny ani posiadana na wyłączność. Przeciwnie, ponieważ koszty jej uzyskania maleją a nasza wiedza o genetyce jest coraz większa, niemal każdy będzie mógł wkrótce mieć szybki dostęp do swojego genotypu. Znajomość tej informacji i dzielenie się nią pomoże, a nie zaszkodzi, naszemu poczuciu tożsamości, zmieni nasze podejście do leków i planów na przyszłość, i wpłynie na nasze wzajemne stosunki.

We are fast approaching an era in which genetic information is no longer exclusive or medicalized. Instead, as screening costs plummet and our knowledge about genetics expands, virtually everyone will soon be able to have their genotypes at their fingertips. Knowing and sharing that information will enhance, not jeopardize, our sense of ourselves, change the way we consume medicine and plan for the future, and influence how we relate to each other.